# Ingeniørsnille mod naturkræfter
Ingeniørsnille mod naturkræfter er en amerikansk stumfilm fra 1921 af Roy William Neill.

## Medvirkende
- Wyndham Standing som Murray O'Neil
- Thurston Hall som Curtis Gordon
- Reginald Denny som Dan Appleton
- Alma Tell som Eliza Appleton
- Harlan Knight som Tom Slater
- Betty Carpenter som Natalie
- Lee Beggs som Dr. Cyrus Gray
- Bert Starkey som Denny
- Danny Hayes som Linn
- Eulalie Jensen som Mrs. Gordon